# 柳敬亭
柳敬亭（1592年—約1672年），原姓曹，名永昌，字葵宇。明末清初評話藝術家。
祖籍南通余西場，萬曆二十年（1592年）生於泰州。自小獷悍無賴，十五歲犯法，误伤人命，得泰州府尹李三才之助，得以亡命盱眙（今屬江蘇），改姓柳，稱“柳麻子”。十八歲向莫後光學說書，莫后光曾驚訝柳敬亭的进步：“子得之矣！目之所视，手之所倚，足之所，言未发而哀乐具乎其前，此说之全矣！于是听者傥然若有见焉！其竟也，恤然若有亡焉。”後於市中為人說書。一日說書一回，定價一兩，“十日前先送書帕下定，常不得空”。後常往返揚州、杭州、南京、常熟、紹興之間。左良玉在武昌時，命令柳敬亭每晚“張燈高坐，談說隋唐間遺事”，顺治二年（1645年），左良玉病逝安徽，馬士英、阮大铖謀捕柳敬亭。柳敬亭出逃，“复来吴中”，“亡国之恨顿生，檀板之声无色。”康熙十一年前後，八十餘歲仍往來江湖说书。冒襄《贈柳敬亭》稱：“遊俠髯麻柳敬亭，詼諧笑駡不曾停；重逢快說隋家事，又費河亭一日聽。”，“至今說書人都尊他為祖師。”